# Bodružal
Bodružal (in ungherese Rózsadomb) è un comune della Slovacchia facente parte del distretto di Svidník, nella regione di Prešov.
Il comune è noto soprattutto per la presenza di una chiesa lignea dedicata a San Nicola, interamente restaurata nei primi anni del XXI secolo.

## Altri progetti

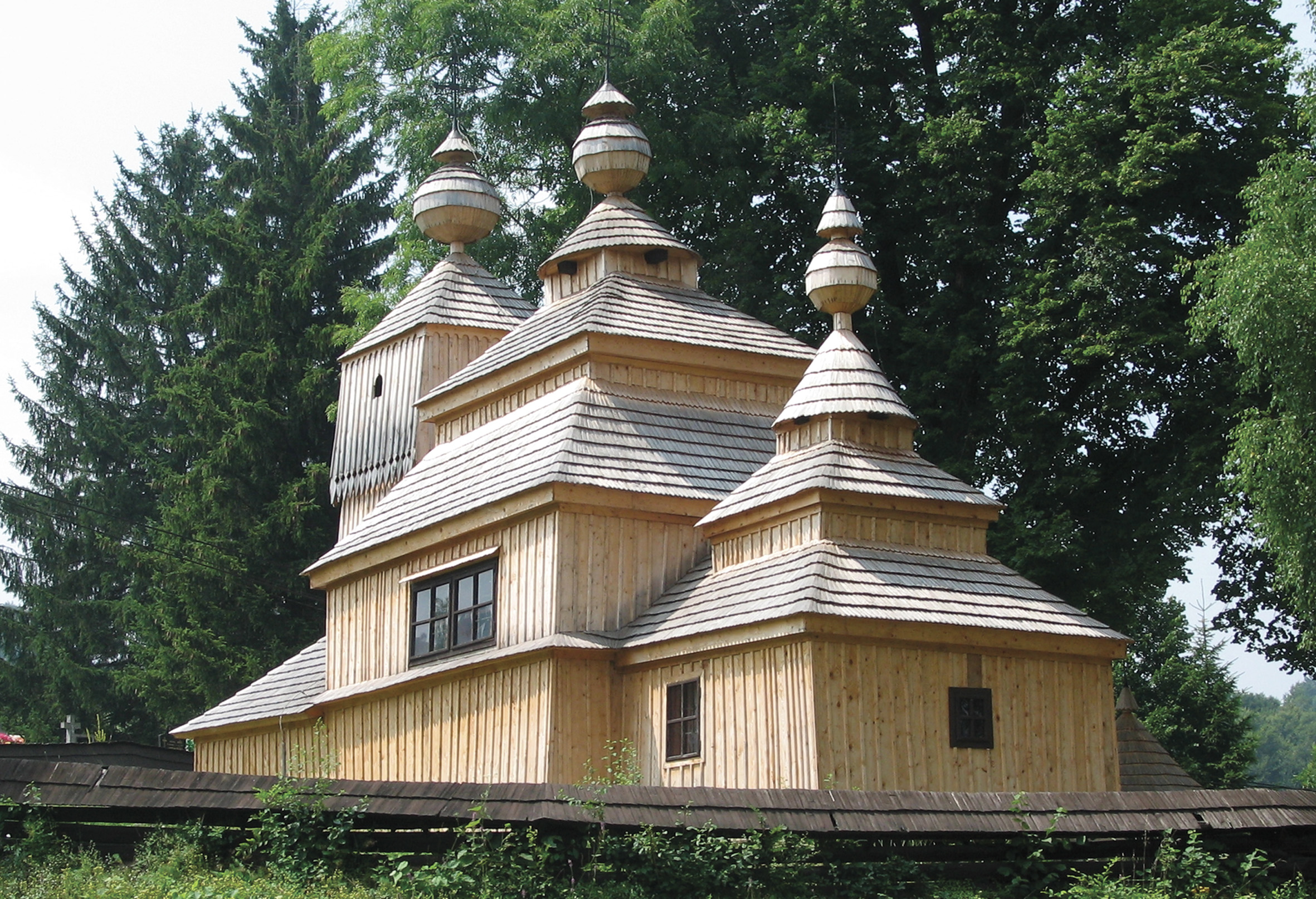
La chiesa lignea di San Nicola